# As You Were
| Совокупная оценка   | Совокупная оценка |
| Источник            | Оценка            |
| ------------------- | ----------------- |
| Metacritic          | 71/100            |
| Оценки критиков     |                   |
| Источник            | Оценка            |
| AllMusic            | [ 3 ]             |
| The A.V. Club       | B+                |
| The Daily Telegraph | [ 5 ]             |
| The Guardian        | [ 6 ]             |
| Mojo                | [ 7 ]             |
| NME                 | [ 8 ]             |
| Pitchfork           | 4.9/10            |
| Q                   | [ 10 ]            |
| Rolling Stone       | [ 1 ]             |
| Uncut               | 7/10              |

As You Were — дебютный студийный альбом английского рок-певца и автора-исполнителя Лиама Галлахера (бывшего вокалиста группы Oasis), изданный 6 октября 2017 года на студии Epic Records. Платиновая сертификация за 300 000 копий в Великобритании и позиция № 1 в британском чарте UK Albums Chart.

## История
Альбом вышел 6 октября 2017 года на лейбле Warner Bros. Records.
Альбом получил положительные отзывы музыкальных критиков и интернет-изданий: Metacritic, Allmusic, Daily Mirror.

## Награды
| Публикация  | Список             | Год  | Ранг | Ссылка |
| ----------- | ------------------ | ---- | ---- | ------ |
| Rough Trade | Albums of the Year | 2017 | 32   | [ 15 ] |

## Список композиций
Источник
| №                   | Название              | Автор(ы)                                                                 | Продюсеры                       | Длительность |
| ------------------- | --------------------- | ------------------------------------------------------------------------ | ------------------------------- | ------------ |
| 1.                  | «Wall of Glass»       | Liam Gallagher Greg Kurstin Andrew Wyatt Michael Tighe Andrew Sidney Fox | Kurstin                         | 3:43         |
| 2.                  | «Bold»                | Gallagher                                                                | Dan Grech-Marguerat Iain Archer | 3:59         |
| 3.                  | «Greedy Soul»         | Gallagher                                                                | Grech-Marguerat                 | 3:34         |
| 4.                  | «Paper Crown»         | Wyatt Tighe                                                              | Kurstin                         | 3:28         |
| 5.                  | «For What It's Worth» | Gallagher Simon Jons                                                     | Grech-Marguerat                 | 4:11         |
| 6.                  | «When I'm in Need»    | Gallagher Archer                                                         | Grech-Marguerat Archer          | 4:18         |
| 7.                  | «You Better Run»      | Gallagher                                                                | Grech-Marguerat                 | 3:24         |
| 8.                  | «I Get By»            | Gallagher                                                                | Grech-Marguerat                 | 3:09         |
| 9.                  | «Chinatown»           | Wyatt Tighe                                                              | Wyatt                           | 3:20         |
| 10.                 | «Come Back to Me»     | Gallagher Kurstin Wyatt                                                  | Kurstin                         | 3:21         |
| 11.                 | «Universal Gleam»     | Gallagher                                                                | Grech-Marguerat                 | 4:07         |
| 12.                 | «I've All I Need»     | Gallagher                                                                | Grech-Marguerat                 | 4:09         |
| Общая длительность: | Общая длительность:   | Общая длительность:                                                      | Общая длительность:             | 44:43        |

| №                   | Название                      | Автор(ы)                | Продюсеры                     | Длительность |
| ------------------- | ----------------------------- | ----------------------- | ----------------------------- | ------------ |
| 13.                 | «Doesn't Have to Be That Way» | Gallagher Kurstin Wyatt | Kurstin                       | 3:58         |
| 14.                 | «All My People / All Mankind» | Gallagher               | Grech-Marguerat               | 3:55         |
| 15.                 | «I Never Wanna Be Like You»   | Gallagher               | Grech-Marguerat Dan McDougall | 3:51         |
| Общая длительность: | Общая длительность:           | Общая длительность:     | Общая длительность:           | 56:27        |

| №                   | Название                                    | Длительность |
| ------------------- | ------------------------------------------- | ------------ |
| 16.                 | «For What It's Worth» (live at Air Studios) | 4:13         |
| 17.                 | «Greedy Soul» (live at Air Studios)         | 3:33         |
| 18.                 | «Paper Crown» (live at Air Studios)         | 3:35         |
| Общая длительность: | Общая длительность:                         | 1:07:48      |

## Участники записи
Музыканты
- Лиам Галлахер — вокал (все треки), акустическая гитара (треки 3, 7, 11, 12, 14, 15)
- Грег Кёрстин — бас-гитара, ударные, акустическая гитара, электрогитара, гармоника, перкуссия, меллотрон, фортепиано, орган (треки 1, 4, 10, 13)
- Dan Grech-Marguerat — программирование (треки 2, 3, 5–8, 11, 12, 14, 15)
- Davey Badiuk — программирование (треки 2, 3, 11, 12, 14)
- Mike Moore — электрогитара (треки 2, 3, 5–8, 11–13, 15), бас-гитара (трек 5)
- Dan McDougall — ударные, бас-гитара, акустическая гитара, электрогитара, клавишные (треки 2–9, 11, 12, 14, 15)
- Martin Slattery — клавишные, саксофон (треки 2, 3, 5–7, 11, 12, 14)
- другие

## Чарты

### Еженедельные чарты
| Чарт (2017)                              | Высшая позиция |
| ---------------------------------------- | -------------- |
| Австралия (ARIA)                         | 9              |
| Австрия (Ö3 Austria)                     | 12             |
| Бельгия/Фландрия (Ultratop)              | 13             |
| Бельгия/Валлония (Ultratop)              | 21             |
| Канада (Canadian Albums Chart)           | 28             |
| Нидерланды (Album Top 100)               | 15             |
| Финляндия (Suomen virallinen lista)      | 22             |
| Франция (SNEP)                           | 24             |
| Германия (Offizielle Top 100)            | 14             |
| Венгрия (MAHASZ)                         | 16             |
| Ирландия (IRMA)                          | 1              |
| Italian Albums (FIMI)                    | 4              |
| Japanese Albums (Oricon)                 | 10             |
| Новая Зеландия (RMNZ)                    | 13             |
| Шотландия (Scottish Albums Chart)        | 1              |
| South Korean International Albums (Gaon) | 1              |
| Spanish Albums (PROMUSICAE)              | 4              |
| Швеция (Sverigetopplistan)               | 23             |
| Швейцария (Schweizer Hitparade)          | 4              |
| Великобритания (UK Albums Chart)         | 1              |
| США (Billboard 200)                      | 30             |
| США (Billboard Top Rock Albums)          | 5              |

## Сертификация
| Регион | Сертификация | Продажи |
| --- | ------------ | ------- |
| Великобритания (BPI) | Платиновый   | 300 000 |
| ^ Данные о тиражах приведены только на основе сертификации. · Данные о продажах + прослушиваниях приведены только на основе сертификации. |              |         |